# Satoši Omura
Satoši Omura (japonsko 大村 智, Ōmura Satoši), japonski biokemik, mikrobiolog in akademik, nobelovec, * 12. julij 1935, Nirasaki, Jamanaši, Japonska.
Omura je posvetil svojo kariero preučevanju bakterij, ki živijo v tleh, in iskanju uporabnih spojin, ki jih te bakterije sintetizirajo. V 1970. letih je njegova ekipa odkrila učinkovino avermektin z močnim delovanjem proti zajedavskim glistam, ki so ga ameriški partnerji pri podjetju Merck & Co. pod vodstvom Williama C. Campbella modificirali v ivermektin; ta je zdaj del seznama osnovnih zdravil Svetovne zdravstvene organizacije, množično uporabljan za boj proti rečni slepoti in limfatični filariazi. Za ta dosežek si je s Campbellom leta 2015 razdelil polovico Nobelove nagrade za fiziologijo ali medicino (drugo polovico je prejela Kitajka Joujou Tu za razvoj zdravila proti malariji).

## Življenjepis
Leta 1958 je diplomiral na Univerzi Jamanašija in se najprej zaposlil kot učitelj naravoslovja in športne vzgoje na poklicni srednji šoli, kjer so ga učenci spodbudili k nadaljevanju šolanja. Tako je leta 1963 pridobil magisterij na Tokijski univerzi znanosti, nato pa postal asistent na Univerzi Jamanašija. Dve leti kasneje se je preselil na Kitasatov inštitut v Tokiu in leta 1968 doktoriral iz farmacije na Univerzi v Tokiu.
V tem času se je pričel ukvarjati z iskanjem in izolacijo biološko aktivnih spojin, ki jih sintetizirajo bakterije, posebej tiste, ki živijo v prsti. Po doktoratu je postal docent na Kitasatovi univerzi, povezani z inštitutom in dve leti kasneje pridobil še doktorat iz kemije na Tokijski univerzi znanosti. V svojem raziskovalnem delu je razvil več tehnik za gojenje talnih bakterij v kulturah in ekstrakcijo ter karakterizacijo njihovih naravnih produktov. Odkril je vrsto spojin, ki so uporabne v agrokemiji ali kot reagenti v mikrobiologiji, pa tudi nekaj s potencialnim antitumorskim učinkom. Med zanimivimi vzorci so bile tudi bakterije iz rodu Streptomyces, kulturo katerih je v 1970. letih poslal v skladu z dogovorom o sodelovanju v laboratorije farmacevtskega podjetja Merck & Co. Njihove izločke so raziskovalci pod Campbellovim vodstvom opisali kot razred avermektinov in ugotovili, da je derivat ivermektin zelo učinkoviti proti glistam. Zdravilo je podjetje uspešno tržilo v veterini, kar je po licenčnem dogovoru prineslo veliko prihodkov tudi Omurovemu inštitutu, leta 1987 pa ga je dalo brezplačno na voljo za uporabo v medicini. Svetovna zdravstvena organizacija ga je tako pričela množično uporabljati za boj proti boleznim, ki jih povzročajo zajedavske gliste v revnih tropskih predelih sveta in drastično zmanjšala pojavnost nekaterih najhujših in najbolj razširjenih, kot sta limfna filariaza in rečna slepota, pri slednji v tolikšni meri, da je danes v več endemnih predelih že skoraj iztrebljena.
Do svoje upokojitve leta 2007 je deloval kot profesor na Kitasatovi univerzi, od tega nekaj časa tudi kot direktor univerze ter direktor Kitasatovega inštituta (ustanovi sta se združili leta 2008). Leta 2005 je sprejel častni položaj Tishlerjevega profesorja kemije na Univerzi Wesleyan v Connecticutu (ZDA), kjer je v zgodnjih 1970. letih na raziskovalnem obisku izpopolnjeval svoje odkritje. Zasebno je velik ljubitelj golfa, teka na smučeh in zbiratelj umetnostnih del. Pravzaprav je vzorec, v katerem je bil odkrit avermektin, nabral ravno v bližini igrišča za golf, kjer igra. S pokojno ženo Fumiko ima eno hči, Ikujo.

## Priznanja
Za svoje delo je prejel številna priznanja, predvsem po uveljavitvi njegovega najpomembnejšega odkritja, učinkovine avermektin. Med nagradami so nagrada Japonske akademije (1990), zlata medalja Roberta Kocha (1997) in kanadska Gairdnerjeva nagrada za globalno zdravje (2014), leta 2015 pa si je s Campbellom razdelil še polovico Nobelove nagrade za fiziologijo ali medicino.
Po upokojitvi leta 2007 ga je njegova univerza imenovala za častnega profesorja. Je tudi častni član Kraljeve kemijske družbe in Tischlerjev profesor kemije na Univerzi Wesleyan. Izvoljen je bil za člana več akademskih ustanov, med njimi Japonske akademije, Nemške akademije znanosti Leopoldina in Evropske akademije znanosti. Leta 1999 je bil izvoljen tudi za tujega pridruženega člana Nacionalne akademije znanosti ZDA.